# ヤマモトキョージ
ヤマモト キョージ（本名：山本 恭司〈やまもと きょうじ〉、1970年10月18日 - ）は、東京都目黒区出身のCMカメラマン・映像カメラマン・職人キャメラマン・映像作家。日本撮影監督協会 のメンバー。血液型はO型。

## 経歴
1990年、操上和美と出会う。助手時代は、毎年100日以上海外で撮影。
1994年、撮影アシスタントとして渡仏（遊学）。同時にパリ大学ソルボンヌの文明講座で中級を取得。永田鉄男と親交を深める。
1997年、帰国後に操上和美・岡崎欽次・蓮井幹生に師事。
2004年、カメラマンとして独立。当時、何でもPCで検索する時代、BOW WOWのギタリストである山本恭司と同姓同名の為、名前をヤマモトキョージとカタカナに改める。
2011年、館岡事務所所属。

## 主な作品：撮影監督・撮影
- ソフトバンク『ギガ 減らない』（竹内涼真・上戸彩・堺雅人）
- 三菱電機『掃除機』（杏・若林正恭・戸田恵子）
- サントリー『ボジョレーヌーヴォー』（Gackt）
- ABCマート『Shoes』等の100本以上（三代目J.S.B・上戸彩・ 篠田麻里子・本田翼・GENERATIONS from EXILE TRIBE・仲里依紗・平子理沙・羽田美智子・松下奈緒・安座間美優・E-girls）など多数。
- AOKIホールディングス『礼服』（上戸彩・東山紀之）
- 日本中央競馬会『JRA ブランド広告』Wind of View
- 久光製薬『ブテナロック』黒の世界 全て（竹中直人）
- リゾートトラスト『東京にリゾート』
- ソフトバンク『トロピカル』（谷原章介・優香・ダンテ・カーヴァー）
- Amazon Prime Video『Amazon Invisible Tokyo』（小室哲哉・三吉彩花）
- 静岡市議会選挙『投票日』（広瀬アリス）
- モスバーガー『モスチキン』（山下奈々）
- NTTドコモ『début』（長谷川京子・坂口憲二）
- コーセー『ヴィセ』（ローラ)モデル
- 電気事業連合会『電気と生活』（雨宮塔子）
- ブルックス『収穫・運搬・選別』
- セガ『宮里三兄弟』SEGAGOLFCULB（宮里藍・宮里聖志・宮里優作）
- 電気事業連合会『エコキュート』
- NHK『新規口座』（南沢奈央）
- 江崎グリコ『GABA』
- メットライフ生命保険『アリコ・ジャパン』（薬丸裕英）
- ディップ(企業)『バイトルドットコム』『はたらこねっと』（菊川怜・上戸彩・忽那汐里）
- 日本電力『選べる幸せ・選べない不幸』
- 国民年金基金『スタイリスト』（長澤まさみ）
- オリエンタルランド『東京ディズニーリゾート 』（能年玲奈）
- マクロミル（原田知世）
- エイボン・プロダクツ（牧瀬里穂）
- サントリー『ビタミンウォーター』（速水もこみち・上島竜兵・小島よしお）
- マクセルホールディングス『オゾネオ・もみケア・ルミネオ』
- 日本赤十字『はたちの献血』（榮倉奈々・市川由衣）
- リゾートトラスト『東京ベイコート倶楽部』
- サントリー『ビタミンウォーター』（速水もこみち・高田純次・西川史子）
- ソフトバンクモバイル 『ホワイトプラン』（谷原章介・優香・ダンテ・カーヴァー）
- 任天堂『街へいこうよ どうぶつの森』（夏帆）
- 神戸松蔭女子学院大学 『夢を咲かせる』（麗嘉） 近畿ローカル
- JAバンク『ダブルなるみ』（なるみ） 近畿ローカル
- Wii『戦国無双3』（高畑淳子）
- 任天堂『DSのリズム天国』（高見沢俊彦）
- 東京ガールズコレクション国立代々木競技場 series・３年間
- ヤマハ『テノリオン』ASIAN KUNG-FU GENERATION（アジアン・カンフー・ジェネレーション）
- ヤマハ(上原ひろみ) グランドピアノ
- TOYOTA静岡トヨペット『ハリアー』
- イズモ葬祭（現・パルモ葬祭）江戸時代編
- マーベラス・インタラクティブ『牧場キミ島』（志田未来）など多数。

## 主な作品：撮影アシスタント
- 『LA FLAME』フランス staff によるショートフィルムに参加
- 『CUTE』 監督：下山天（初監督・脚本・編集）（未希）
- メタモルフォーゼ 監督：岩佐寿弥『いっちょんわからんやろ 変身の魔術師・麗子クルック』
- R J レイノルズ『 プレミア・ピアニッシモ 』（ジャン・レノ）
- NESCAFE『 ネスカフェ・サンタマルタ 』（マライア・キャリー・明石家さんま）
- ほのぼのレイク 『ひとりででき太』（ジーコ）
- サントリー『ボス』（矢沢永吉）
- セコム「クオリティ」（長嶋茂雄）
- SUBARU 『フォレスター』（アントニオ・バンデラス）
- 大塚製薬『ポカ リスエット』（ビートたけし）
- 麒麟麦酒『素材厳選』
- 日立製作所『鳥人ブブカ 日立テレビ ハイビジョン』（セルゲイ・ブブカ）
- 日本興亜損害保険(現・損害保険ジャパン)（渡哲也・神田正輝・舘ひろし・深江卓次・渡邉邦門）
- 大塚製薬   『オロナミンC』  （徳重聡）
- キリンビバレッジ 『FIRE』 （木村拓哉）
- ユニクロ『フリース・ドライ t シャツ・ジーンズ』等の５０本以上（矢沢永吉・山崎まさよし・はな・城島茂・国分太一・松岡昌宏・山口達也・長瀬智也・テリー伊藤・大宅映子）など多数。
- 森永製菓『ウイダーinゼリー』（木村拓哉）
- サントリー『響を奏でながら』（ヨーヨー・マ / Yo-Yo Ma）
- 本田技研工業『Do you have a HONDA ?』
- シャープ『アクオス』（吉永小百合）
- 三菱UFJニコス『NICOS』（田村正和）
- 新潮文庫『新潮文庫20世紀の100冊』（宮沢りえ）
- 東日本旅客鉄道『東北メール』（鈴木京香）
- 資生堂・サントリー・グリコ 等の３０本以上（宮沢りえ）
- サントリー『フロリダ産のグレープフルーツ酒』（吉岡秀隆）
- メルセデス・ベンツ『Eクラス』 （照明賞受賞）
- オンワード樫山『自由区』（賀来千香子）
- 小林製薬『除菌ができるタフデント』 （みのもんた）
- 積水化学工業 『セキスイハイム』（阿部寛）
- モビット（現・SMBCモビット）（桃井かおり・竹中直人）
- マックスファクター『SK-II』(桃井かおり)
- マクセルホールディングス『MAXELL HGX Black』（宮沢りえ）
- キヤノン『IXY・DIGITAL』（竹野内豊）
- Yakult『タフマン』（松岡昌宏）
- ボシュロム『メダリスト』（長瀬智也）
- キリンビバレッジ『午後の紅茶』（松浦亜弥）
- 明治製菓『カール』（志村けん）
- 資生堂『MA CHÉRIE（マシェリ）』（後藤久美子）
- NTT 『タウンページ・探しもの見つかった』（金城武・松嶋菜々子）
- リクルート『ゼクシィ  』（内田裕也・樹木希林　）
- 新潮社『新潮文庫』（宮沢りえ）
- 三基商事『 ミキプルーン』（中井貴一）
- エスエス製薬『 シグナル胃腸薬』（高橋英樹）
- 花王『アタック』（木佐彩子）
- イオン「イオンカード」（井川遥）
- 日清食品『チキンラーメン』（グッチ裕三）
- ブリヂストン『Gグリッド』（三浦知良）
- 損害保険ジャパン『日産火災』（川口能活）
- ロッテ『ロッテガーナチョコレート』（高橋尚子）
- アサヒ飲料『JO』（江口洋介）
- 山崎製パン『ヤマザキ春のパンまつり』（松たか子）
- 立山酒造『銀嶺立山』（篠原涼子）
- MORE『集英社』（SHIHO）
- ミニストップ（妻夫木聡・松本まりか）
- サンヨー食品 サッポロ一番（松岡修造）
- 花王『ピュール』（桜井幸子）
- パナソニック ホームズ『家をつくるなら』（和久井映見）
- 東芝『ザ・フロントインドラム』（国仲涼子）
- チキンラーメン（日清食品）（吉川ひなの・グッチ裕三・新垣結衣）
- アース製薬 『モンダミン』（井森美幸）
- 島唄 (オリジナル・ヴァージョン)宮沢和史
- カルビー『カボちゃん』（宇野千代）
- 黄桜『金印黄桜』（高島礼子）
- キリンビバレッジ 『黄金比のジャスミン茶』（宮沢りえ）
- 東洋水産『赤いきつね』・『緑のたぬき』シリーズ（武田鉄矢）
- 東洋水産『マルちゃんラーメン横丁』（吉本印天然素材）『ナイナイ』（岡村隆史・矢部浩之）
- アルペン『ゲレンデ・スキー』（村上淳・三浦早苗・荒木定虎・坂下千里子）
- NTTドコモ『ポケベル、iモード他』（広末涼子）
- NTTドコモ『Docomo　誕生』（サザンオールスターズ）
- アパガード『芸能人は、歯が命』（東幹久・高岡早紀）
- 新日鉄『スクスクと新日鉄 』（野茂英雄）
- MV・舞台芸術・エディトリアル・『ミュージック ビデオ』等の100本以上（オノ・ヨーコ・小室哲哉・植木等・小室等・ショーン・レノン・渡辺美里・忌野清志郎・今井美樹・佐野元春・浜田省吾・矢野顕子・松田聖子・田原俊彦・ドリカム・浜崎あゆみ・エレファント・カシマシ・宮沢和史・プリプリ・大江千里・久保田利伸・ピチカート・ファイヴ・東京スカパラダイスオーケストラ・米米CLUB・THE STREET SLIDERS・仲井戸麗市・郷ひろみ・井上陽水・德永英明・CHAGE and ASKA・大澤誉志幸・深田恭子・岡村靖幸・スチャダラパー・TM NETWORK・藤井隆・SOPHIA・BO GUMBOS(ボ・ガンボス)・詩人の血 (バンド)・石井竜也・PUFFY・仲間由紀恵・CHARA・氣志團・椎名林檎・ロンドンブーツ1号2号（田村亮・田村淳）・月亭方正）など多数。

## 受賞歴
- 第6回 フィルムラバーズフェスタ入賞 『色彩』（監督・撮影・編集：ヤマモトキョージ）
- 46th ACC CM FESTIVAL/近畿地区ファイナリスト入賞 イングランドの丘『何でコアラ？』